# Вальгорж (кантон)
Вальго́рж (фр. Valgorge) — кантон во Франции, находится в регионе Рона — Альпы, департамент Ардеш. Входит в состав округа Ларжантьер.
Код INSEE кантона — 0825. Всего в кантон Вальгорж входит 7 коммун, из них главной коммуной является Вальгорж.

## Коммуны кантона

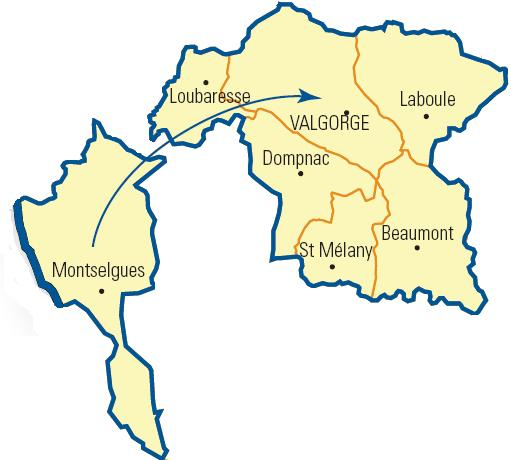
Карта кантона

| Коммуна    | Население, чел. (2006) | Почтовый индекс | Код INSEE |
| ---------- | ---------------------- | --------------- | --------- |
| Бомон      | 173                    | 07110           | 07029     |
| Вальгорж   | 450                    | 07110           | 07329     |
| Доннак     | 82                     | 07260           | 07081     |
| Лабуль     | 112                    | 07110           | 07118     |
| Лубарес    | 32                     | 07110           | 07144     |
| Монсельг   | 76                     | 07140           | 07163     |
| Сен-Мелани | 119                    | 07260           | 07275     |

## Население
Население кантона на 2006 год составляло 1 098 человек.
| 1962 | 1968 | 1975 | 1982 | 1990 | 1999  | 2006  | 2007 | 2008 |
| ---- | ---- | ---- | ---- | ---- | ----- | ----- | ---- | ---- |
| 788  | 954  | 844  | 891  | 954  | 1 044 | 1 098 | —    | —    |